# Peter Paige

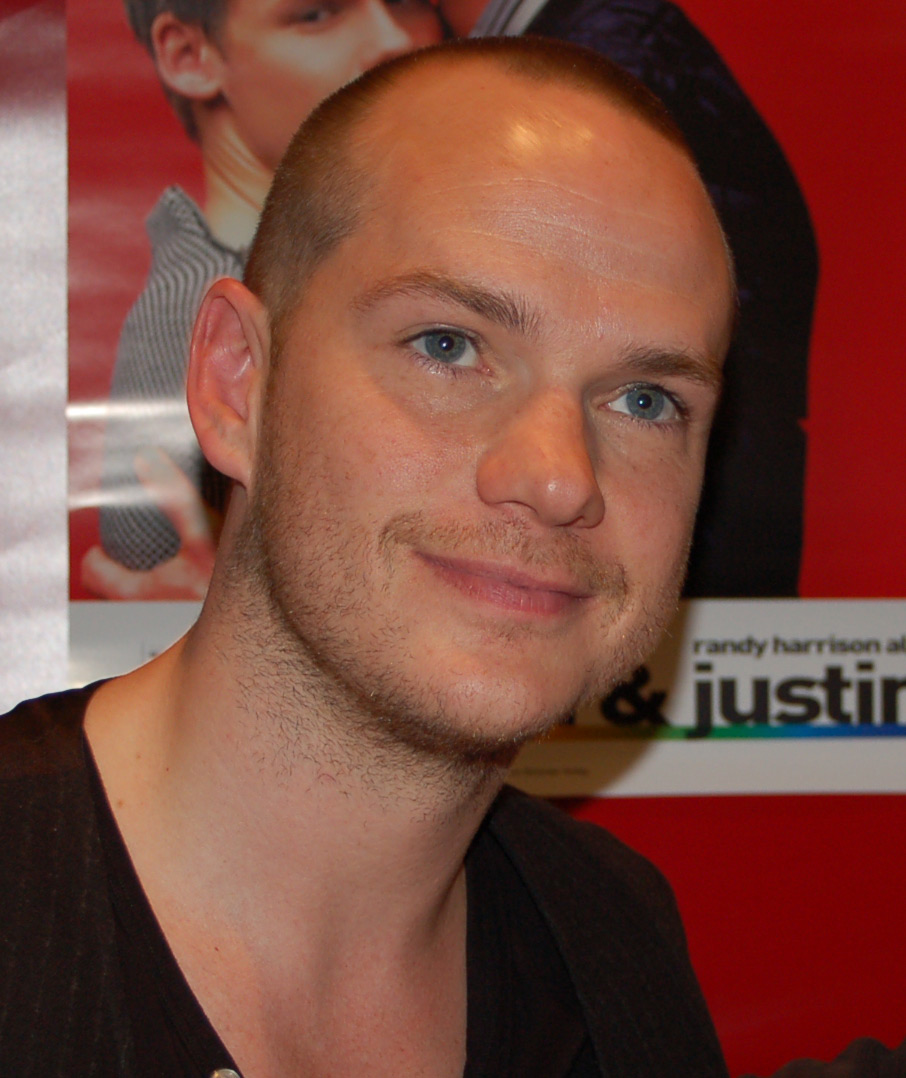
Peter Paige (2008)

Peter Michael Paige (* 20. Juni 1969 in West Hartford, Connecticut) ist ein US-amerikanischer Schauspieler, Drehbuchautor und Regisseur.

## Leben und Werk
Paige steht seit seinem 6. Lebensjahr auf der Bühne und erhielt nach seinem High-School-Abschluss ein Stipendium für die "School of Theatre Arts" an der Boston University. Seinen Abschluss machte er mit summa cum laude.
Nach mehreren Jahren, in denen er als Mitglied großer Theatergruppen durchs Land zog, ging er 1996 schließlich nach Los Angeles und begann in Fernsehserien wie Susan und Will & Grace aufzutreten. Im Jahr 2000 erhielt er eine Hauptrolle in der Serie Queer as Folk, die er bis zur Einstellung 2005 spielte.
Paige ist seit 2005 auch als Drehbuchautor aktiv. Als solcher entwickelte er die Serien Fly Girls und The Fosters mit, ferner war er an der Miniserie Tut (2015) beteiligt. 2005 gab er mit dem Film Say Uncle sein Regiedebüt. 2008 folgte Leaving Barstow.

## Filmografie (Auswahl)
- 1996: Nowhere Man – Ohne Identität! (Nowhere Man)
- 1997: Susan (Suddenly Susan)
- 1998: Caroline in the City
- 1998: The Shooting
- 1999: Undressed – Wer mit wem?  (Undressed)
- 1999: Will & Grace
- 1999: Pop
- 2000: Movie Stars
- 2000: New York Life – Endlich im Leben! (Time of Your Life)
- 2000–2005: Queer as Folk
- 2001: The Four of Us
- 2002: Girlfriends
- 2002: Our America
- 2004: Childstar
- 2005: Say Uncle
- 2005–2006: Related
- 2006: Grey’s Anatomy (Gastauftritt in Staffel 3, Folge 2)
- 2008: Rick & Steve: The Happiest Gay Couple in All the World
- 2010: The Closer (Gastauftritt)
- 2011: Bones – Die Knochenjägerin (Bones)